# Ferrocarril Oeste de Buenos Aires
El Ferrocarril Oeste de Buenos Aires (FCO), inaugurado en la ciudad de Buenos Aires el 29 de agosto de 1857, fue el primero construido en territorio argentino y el iniciador de la extensa red ferroviaria que se expandió en los años siguientes. La locomotora bautizada La Porteña, construida en los talleres británicos de The Railway Foundry Leeds, fue la encargada de realizar el primer viaje. Actualmente el Ferrocarril Oeste compone el Ferrocarril Domingo Faustino Sarmiento.
El trayecto medía inicialmente 10 km e iba desde la estación del Parque (situada donde actualmente se encuentra el teatro Colón, en Buenos Aires) a la estación La Floresta, que en aquel entonces se encontraba en el pueblo de San José de Flores, pero que actualmente es parte de la ciudad de Buenos Aires. Los rieles se tendieron por las actuales calles Lavalle, pasaje Santos Discépolo, avenida Corrientes, avenida Pueyrredón y luego seguía el actual trayecto del Ferrocarril Domingo Faustino Sarmiento, hasta la mencionada estación.
Si bien la propuesta de su construcción fue realizada por un grupo de particulares agrupados en la Sociedad Camino de Hierro del Ferrocarril Oeste, el financiamiento fue realizado gracias al importante aporte del Estado de Buenos Aires, que en aquel entonces formaba un estado separado de la Confederación Argentina. En 1863 la provincia se convirtió en única dueña del ferrocarril.
El Ferrocarril Oeste fue para los porteños una de sus mayores glorias, justificada durante los 27 años que perteneció al Estado de Buenos Aires por toda la riqueza que llevó a la ciudad, su eficiencia y sus tarifas más bajas que la de los ferrocarriles administrados por firmas inglesas en el país. La presión e interés de los capitales británicos, y el endeudamiento del Estado Argentino, fueron determinantes para que se lo vendiera en 1890 a la empresa inglesa Buenos Aires Western Railway.

A pie, a caballo, en carruaje, en carreta, carro, carretilla, castillo y en toda otra clase de vehículos, el pacífico ejército formado en fila de dos leguas, saludaba con aclamaciones, pañuelos y sombreros, a la primera locomotora que, adornada de flores y banderas, corría a triunfar del desierto, flameando al viento su estandarte de humo y de llamas [...] Un gaucho viejo venía entrando con su tropa de ganado a los corrales, desmontóse a hincado sobre el pasto y se persignó al pasar la locomotora.
Pastor Servando Obligado (1841-1924) en Tradiciones de Buenos Aires.

## Historia

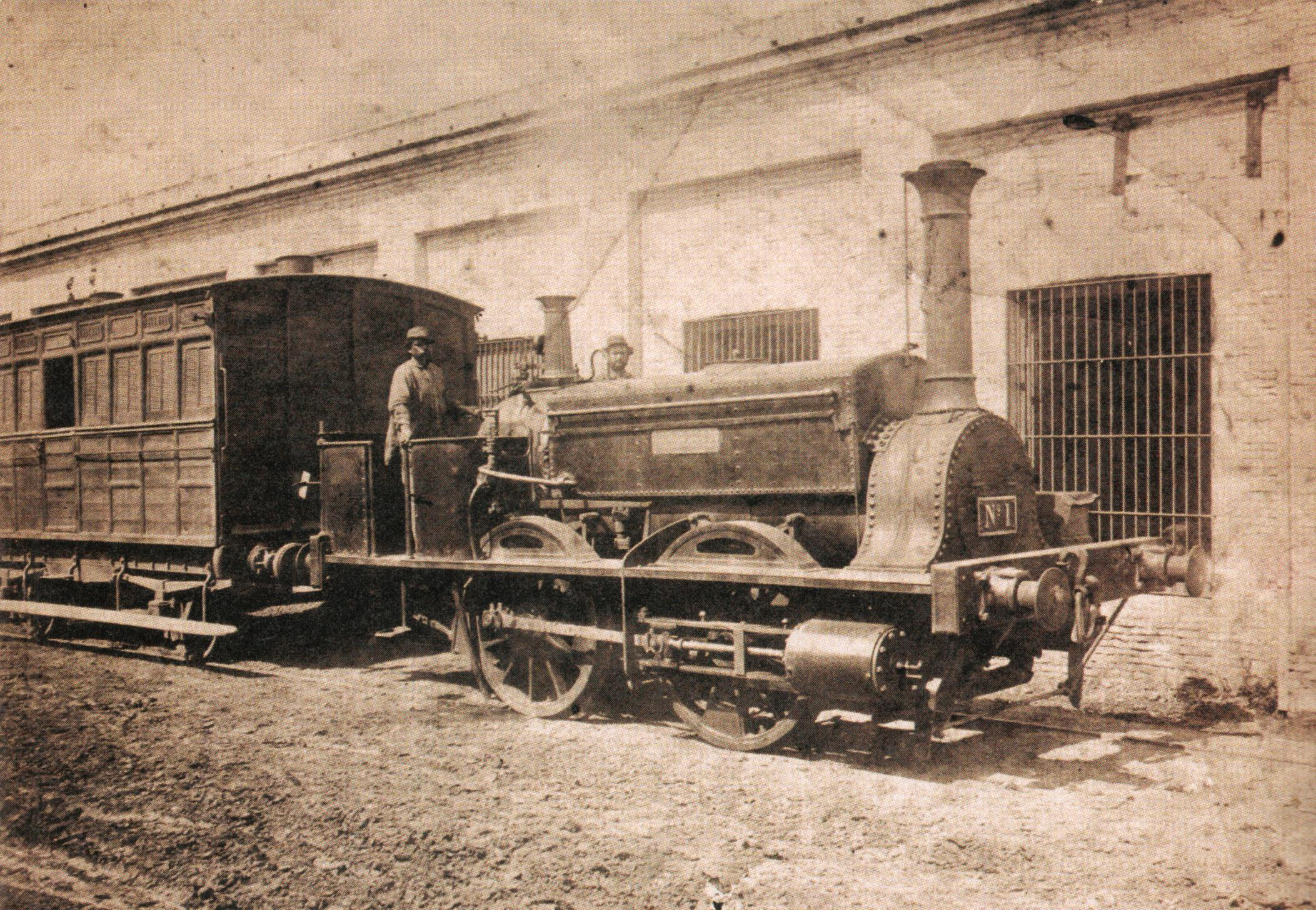
Locomotora La Porteña.

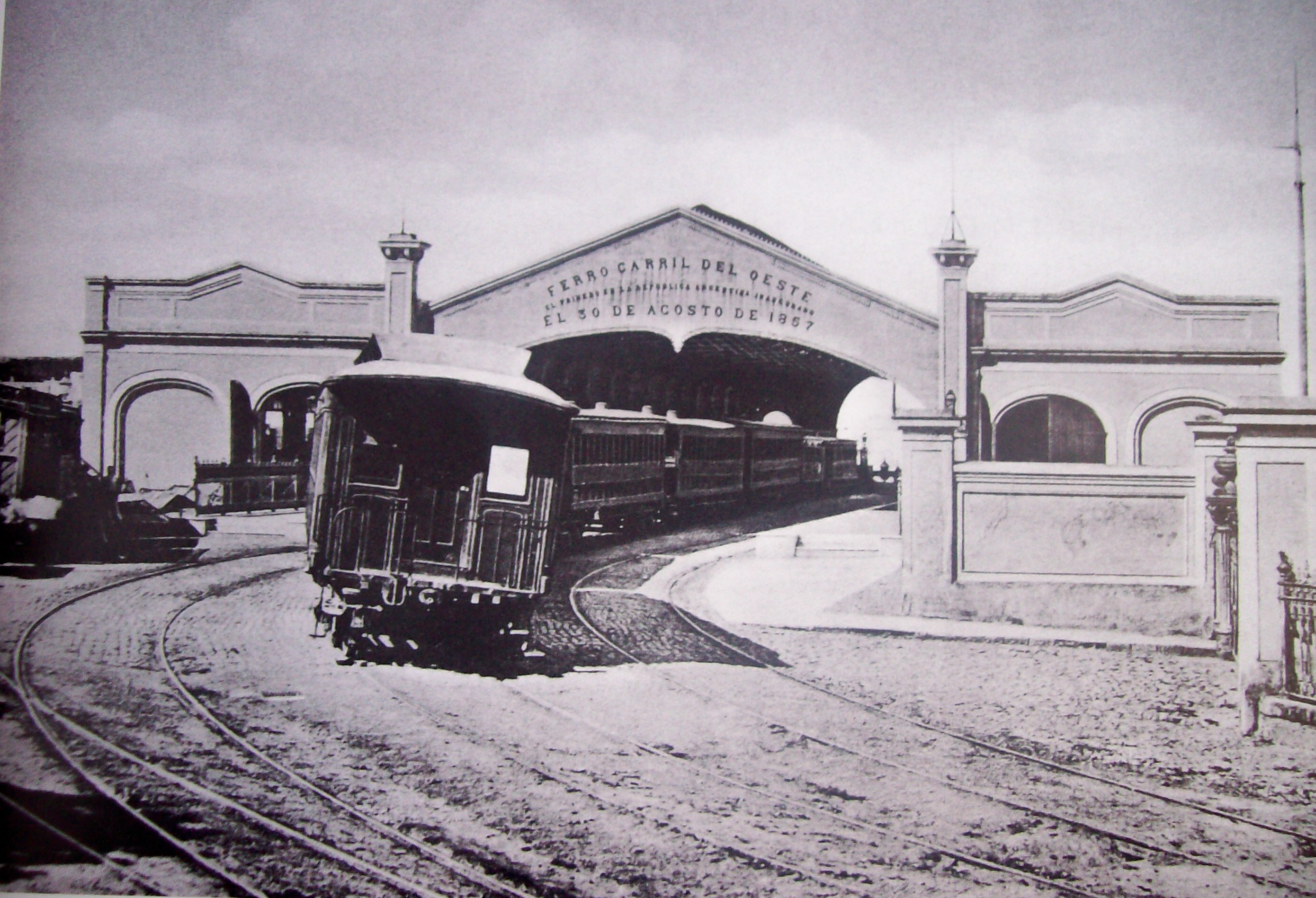
Entrada a la estación del Parque.

### La aprobación del proyecto
La idea del ferrocarril se fraguó en las reuniones que organizaba el hacendado Manuel José Guerrico (que fue uno de los primeros coleccionistas de arte del país y cuyo acervo sirvió para abrir el Museo Nacional de Bellas Artes) en su mansión de Corrientes 537. Fruto de estos encuentros, el 17 de septiembre de 1853, los concurrentes fundaron la Sociedad de Camino de Hierro de Buenos Aires al Oeste, integrada mayoritariamente por masones de la orden Sol de Mayo.
En 1854, siendo la provincia de Buenos Aires un estado independiente de la Confederación Argentina, el gobernador Pastor Obligado otorgó una concesión a la mencionada sociedad para construir un ferrocarril, desde la ciudad de Buenos Aires al oeste. Se cumplía así con un proyecto de ley presentado el 9 de enero por una comisión de hacienda integrada por Dalmacio Vélez Sársfield, Bartolomé Mitre y Mariano Billinghurst.
La importancia del ferrocarril ya había sido vislumbrada por Juan Bautista Alberdi quien en sus Bases y Puntos de Partida había dicho que «El ferrocarril es el medio de dar vuelta al derecho lo que la España colonizadora colocó al revés en este continente». También Domingo Faustino Sarmiento y Justo José de Urquiza habían sido defensores de la idea. En 1853 la mencionada Sociedad Camino de Hierro, conformada por un grupo de comerciantes, consciente del progreso en las comunicaciones que se originaría al construirlo y la muestra de poderío que representaría, solicitó entonces, el 17 de septiembre, la concesión para la construcción de un ferrocarril que sirviera tanto para pasajeros como para carga, y cuyos vagones fueran arrastrados por una locomotora a vapor. Sin embargo en 1854, cuando estaba por iniciarse la obra, la Sociedad pidió que se la eximiese de utilizar máquinas a vapor arguyendo que sería más conveniente «... emplear el caballo, tan barato en el país, en lugar del carbón fósil, tan caro en él» (ya en algunos países de Europa se había utilizado la tracción a sangre en los trenes). No está claro cuál fue el motivo de la propuesta, tal vez debido a que por un lado el grueso de la población jamás había visto una locomotora (locomotiva, la llamaban) y consideraba a esta un engendro peligroso para las edificaciones debido a las vibraciones que provocaría, o la empresa consideró que las locomotoras eran demasiado costosas y las expectativas en cuanto a la cantidad de pasajeros eran bajas. Hay que tener en cuenta que el ferrocarril oeste no tenía garantía fiscal de ganancia mínima, como sí la tendrían, entre otros beneficios, los ferrocarriles ingleses que se establecerían luego. Por lo tanto solo ganaría lo que obtuviera de su propia actividad. De todas maneras, finalmente se compraron locomotoras a vapor.
La ley sancionada por la Cámara de Representantes de la provincia de Buenos Aires establecía la donación de la tierra pública, la libre introducción de útiles y la liberación de los impuestos.
Del emprendimiento participaron el ingeniero Verger (que realizó los primeros planos), el ingeniero Mouillard (francés que se ocupó del nivelar el camino) y, más tarde, el ingeniero Guillermo Bragge, quien ya había construido el primer ferrocarril de Río de Janeiro. Fueron contratados además 160 obreros especializados.
En sus inicios, para evitar expropiaciones, las vías tomaban la calle Lavalle y seguían por Callao, Corrientes, Centro América, hasta empalmar en la actual Plaza del Once con el trazado que se mantiene hoy en día hasta la Plaza Flores. Curiosamente el Gobierno de la Provincia de Buenos Aires emitió un decreto en 1857 que establecía la posibilidad para la compañía de tener su policía particular "para evitar", dice el decreto, "los serios inconvenientes que pueden originarse si se tolera la malevolencia de unos y la ignorancia de otros, empleada en embarazar los servicios de una obra de tan vital importancia para el comercio de la campaña".

### La locomotora y los vagones

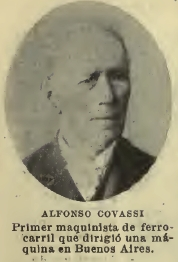
Alfonso Covassi

Se compraron dos locomotoras, bautizadas como "La Porteña" y "La Argentina", que llegaron el 25 de diciembre de 1856 provenientes de Inglaterra, y alcanzaban una velocidad de 25 kilómetros por hora. La elección de los nombres probablemente tuvo que ver con el hecho de que Buenos Airees, gobernado por Bartolomé Mitre, se enfrentaba a la Confedereación Argentina, y las diferencias entre el Estado de Buenos Aires con el interior del país había provocado odios, y así en algunas provincias se intentaba imponer la idea de que Buenos Aires no era Argentina. Eran de la casa The Railway Foundry Leeds, Inglaterra, construida por la firma E. B. Wilson y adquirida por el primer administrador de la Sociedad del Camino de Hierro, el ingeniero Luis Elordi. También vinieron sus maquinistas, los hermanos John y Tomas Allan, de Liverpool, que debían adiestrar a otros maquinistas en el manejo de las locomotoras, y que también integraban la logia masónica Sol de Mayo. En un principio, las locomotoras del Ferrocarril Oeste no llevaban números, siendo identificadas únicamente por sus nombres, hecho que se modificó hacia mediados de la década de 1860 debido al aumento del parque motriz. En ese contexto, y con la provincia de Buenos Aires ya federalizada, a "La Argentina" se le asigna el n°1 y a "La Porteña" el n°2.
Existen discrepancias con respecto el origen de la primera locomotora, la Porteña. Raúl Scalabrini Ortiz afirmaba, por ejemplo, en su Historia de los ferrocarriles argentinos (1940), que «había sido construida para la India y empleada en el sitio de Sebastopol, durante la guerra de Crimea. La difusión de la trocha ancha entre nosotros (poco habitual en el mundo) se debe a esa circunstancia fortuita)». Sin embargo varios historiadores lo niegan: por ejemplo, para Julio A. Luqui Lagleyze esto no pudo ser, «pues es de otra trocha y las fechas de fabricación y entrada al país dejan un lapso que no habrían permitido tal cosa». Sin embargo Richard Francis Burton menciona en sus Letters From the Battlefields of Paraguay (1870) que el tren en que él viajaba en el Paraguay era tirado por «una pequeña locomotora asmática sobreviviente de Sevastopol» y dado que después de la Guerra de la Triple Alianza los aliados tuvieron que traer máquinas y vagones para explotar el ferrocarril en Paraguay, el comentario es sugerente; y hay también otra mención de una máquina oriunda de la Guerra de Crimea en el libro "Letters" de Freund y Mulhall en 1887, citado por Gaylord Harris Warren en su libro "Paraguay and the Triple Alliance". El historiador Daniel Balmaceda también afirma que ambas locomotoras eran nuevas, traídas de Leeds, Inglaterra.
El transporte de los 31500 kilos que pesaban ambas locomotoras juntas, más los cuatro coches de 5000 kilos cada uno, desde el vapor Borland que los trajo, hasta la playa, fue llevado a cabo por unos cien marineros, a lo largo de dos jornadas. Durante otros cuatro días, un carro tirado por 30 bueyes las llevó del puerto a la estación terminal Plaza del Parque. El rodado de ambas locomotoras era del tipo 0-4-0 ST, alcanzaba una velocidad cercana a los 25 km/h y pesaba 15 750 kg.  
El primer maquinista de la empresa fue el italiano Alfonso Covassi, quien tenía experiencia de un año en dicho trabajo al haber sido empleado en la compañía Strada Ferrata Leopoldina, de Toscana, Italia. La máquina permaneció en actividad hasta agosto de 1889, luego se la utilizó por 10 años solo para maniobras. En la actualidad se exhibe en el Museo Provincial de Transportes que forma parte del Complejo Museográfico Provincial "Enrique Udaondo" de la ciudad de Luján, junto con uno de los vagones de madera.
A la segunda locomotora, La Argentina, Domingo Sarmiento la transferiría en 1869 al Paraguay, junto con otras cuatro locomotoras. A las locomotoras que se incorporaban se les daban nombres, como Rauch, Libertad, Indio amigo o una llamada Voy a Chile debido a que un decreto de diciembre de 1868 ordenaba prolongar el ferrocarril hasta la Cordillera de los Andes. Sin embargo nunca llegó a Chile.
El tren estaba compuesto en un principio por 4 coches para 30 pasajeros cada uno y una entrada central lateral. Eran de 2 ejes, de madera, bastante lujosos en un principio y alumbrados con lámparas de aceite. Los vagones de carga eran 12 y podían llevar hasta 5 tn cada uno.
En 1872, luego de la transferencia de cinco locomotoras de su parque, y para evitar los vacíos en la numeración, el FCO renumera gran parte de sus máquinas, y es así que "La Porteña" recibe su actual n°1.

### La inauguración, y el primer viaje público
Las lluvias impidieron que el tren se inaugurase en enero de 1857, como estaba previsto, si bien en ese mes se realizó una prueba exitosa. El 7 de abril, en otra prueba, descarriló, pero la velocidad era baja y no hubo que lamentar víctimas. En junio se hizo otra prueba y en agosto se realizó un viaje de ensayo, con un tren de un vagón de encomienda y otro de pasajeros conducidos por La Porteña, que llevaba entre otros a Bartolomé Mitre, Dalmacio Vélez Sársfield, Valentín Alsina, y a algunos miembros de la Sociedad. La ida no presentó inconvenientes, pero en la vuelta la euforia llevó a pedir más velocidad al maquinista, el inglés John Allan, lo que provocó un descarrilamiento a la altura de la estación Almagro rompiendo varios metros de vía. Algunos pasajeros sufrieron heridas leves. Uno de los testigos lo comentó así:

El viaje se hizo despacio y el tren llegó sin novedad alguna a Floresta. Dispuesto este para el regreso y satisfechos los señores de la comisión del primer ensayo, ordenaron al señor Allan volver con más celeridad hasta que, a la mitad del trayecto y estando el tren sobre un terraplén, zafó la locomotora, corrió por alguna distancia sobre los durmientes, rompiendo unos 60 o 70 metros. El choque fue muy violento; las cabezas de los señores Van Praet y Gowland se encontraron, saliendo el último con una herida en la cara en sangre. El señor Moreno fue lanzado de cabeza contra el cuerpo del señor Llavallol y el señor Miró, que fumaba, se encontró con el cigarro en la nuca, entre la camisa y la carne que le quemaba.
Testigo presencial.

Raquel Fusoni Elordi, nieta de Luis Elordi (el mencionado administrador de la empresa), en una carta de lectores del diario La Prensa del 10 de octubre de 1957, se refería así a los ensayos previos a la inauguración:

En 1857, después de mil contratiempos se terminó la obra. Los rieles traídos de Europa no alcanzaron hasta Flores, de manera que tuvieron que fabricarse de maderas forradas con chapas metálicas, las que saltaban cada vez que pasaba el tren y los peones tenían que correr a clavarla nuevamente. En uno de los ensayos descarriló el convoy, hecho que tuvo  que guardarse en secreto para no alarmar a la población. El 30 de agosto casi estuvo por suspenderse la inauguración, porque unos borrachos pretendieron tumbar La Porteña de un empujón, lo que se evitó merced a la oportuna intervención de Elordi.
Raquel Fusoni Elordi.

Si bien el grueso de la población no se enteró, pues los interesados en el negocio hicieron lo posible para que el accidente no se conociera, quedó claro que era necesario hacer varios ajustes más, antes de la inauguración.
Otro relato de un viaje de prueba deja en claro que los actos vandálicos fueron otros serios inconvenientes para llevar a cabo el proyecto. En efecto, en Los Debates, del 7 de agosto de 1857, se lee:

El camino es precioso. Va por un paralelo a la calle principal a Flores, atravesando quintas y sembrados de ambos costados, presentando a la vista el más bello panorama. Corríamos a 20 millas por hora sobre las 400 varas de "rails". Tuvimos que pasar frente a Flores: un mal intencionado había arrancado uno de los travesaños ocultos en que descansan los rails(...) Igual maldad cometieron arrancando palos y alambres que circundan el camino a cincha de caballo a la noche del Domingo, lo que se manifiesta por las pisadas de estos y por haber dejado los palos y alambres a poca distancia...
"Los Debates".

El 27 de agosto se realizó una nueva y exitosa prueba. Ese día se ponía también en marcha la primera red telegráfica del país tendida por la compañía con objeto de ayudar al servicio ferroviario.
Por fin, el 29 de agosto de 1857 (sábado soleado) se realizó la ceremonia de inauguración presidida por el gobernador de Buenos Aires, Valentín Alsina. Lo acompañaron en viaje inaugural, entre otros, Bartolomé Mitre, Domingo F. Sarmiento, Dalmacio Vélez Sárfield, Estanislao del Campo, miembros de la Sociedad Caminos de Hierro e invitados especiales como el cacique José María Yanquetruz, con uniforme militar.
Por la mañana se celebró una misa y se bendijo a las locomotoras La Porteña y La Argentina. La Porteña y sus vagones, conducida por Alfonso Corazzi, quien también actuaba como fogonero, partió de la engalanada estación del Parque saludada por una multitud, y llegó al pueblo de San José de Flores, donde una banda tocó la Marcha a Lavalle. Finalmente llegó a la estación terminal, La Floresta, donde la muchedumbre le dio la bienvenida y la empresa brindó un servicio de refrescos a los pasajeros en el Café Restaurante del lugar.
El 30 de agosto de 1857 comenzó a ofrecer al público un servicio regular de dos frecuencias diarias en ambos sentidos. Aparentemente se habilitó luego un nuevo servicio nocturno. El viaje en primera clase era de 10 $ y en segunda o carruaje descubierto de 5 $. Se sabe que desde el primer viaje al 31 de diciembre de 1857 transportó 56 190 pasajeros y 2257 toneladas de carga. En Buenos Aires la población de entonces era de unos 170 000 habitantes. Durante 1858 transportó 185 566 pasajeros y 6747 toneladas de carga, gracias a la incorporación de otros nóveles maquinistas como Manuel Acuña.

### El recorrido inicial

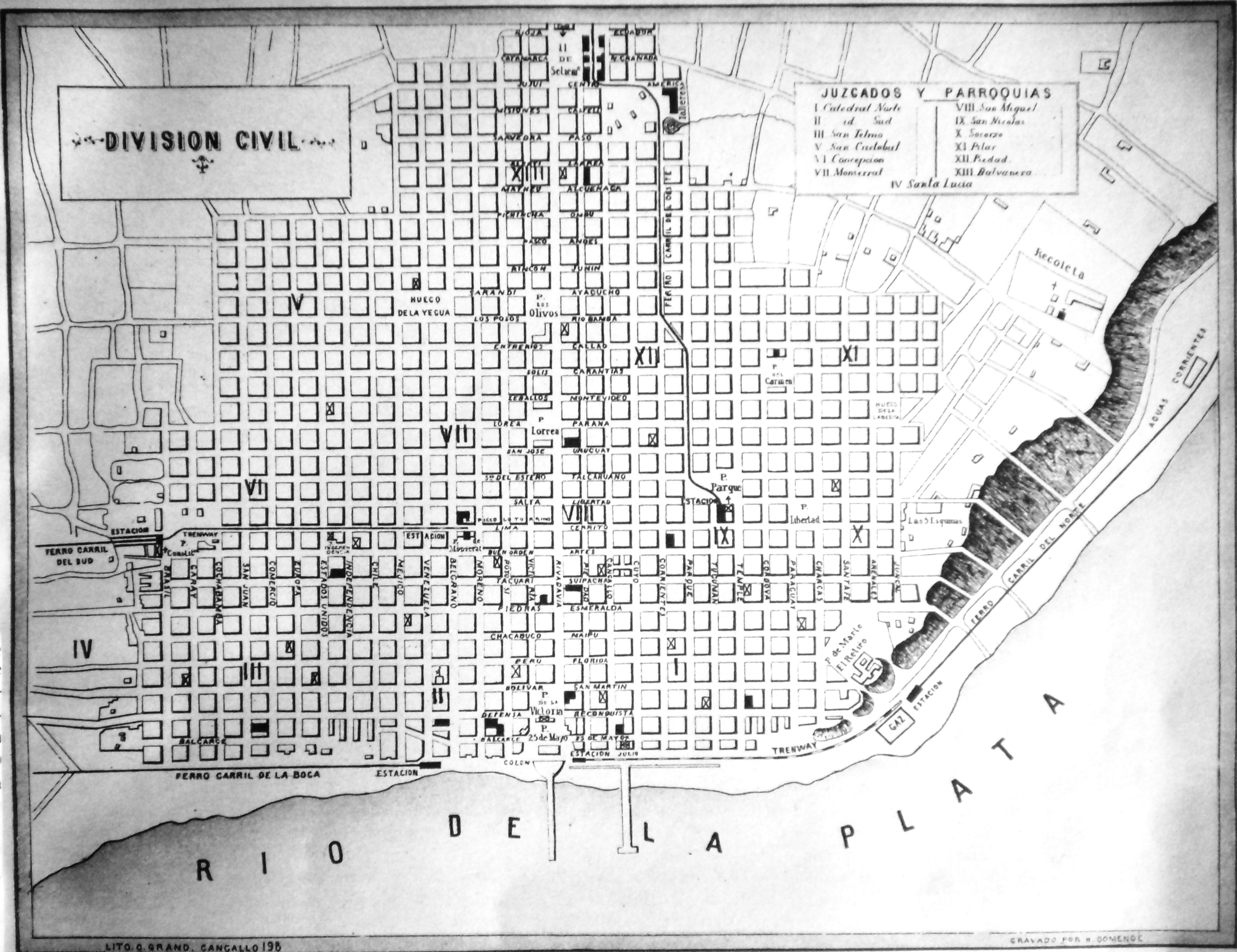
Plano de la traza hasta la actual plaza Miserere (ampliar).

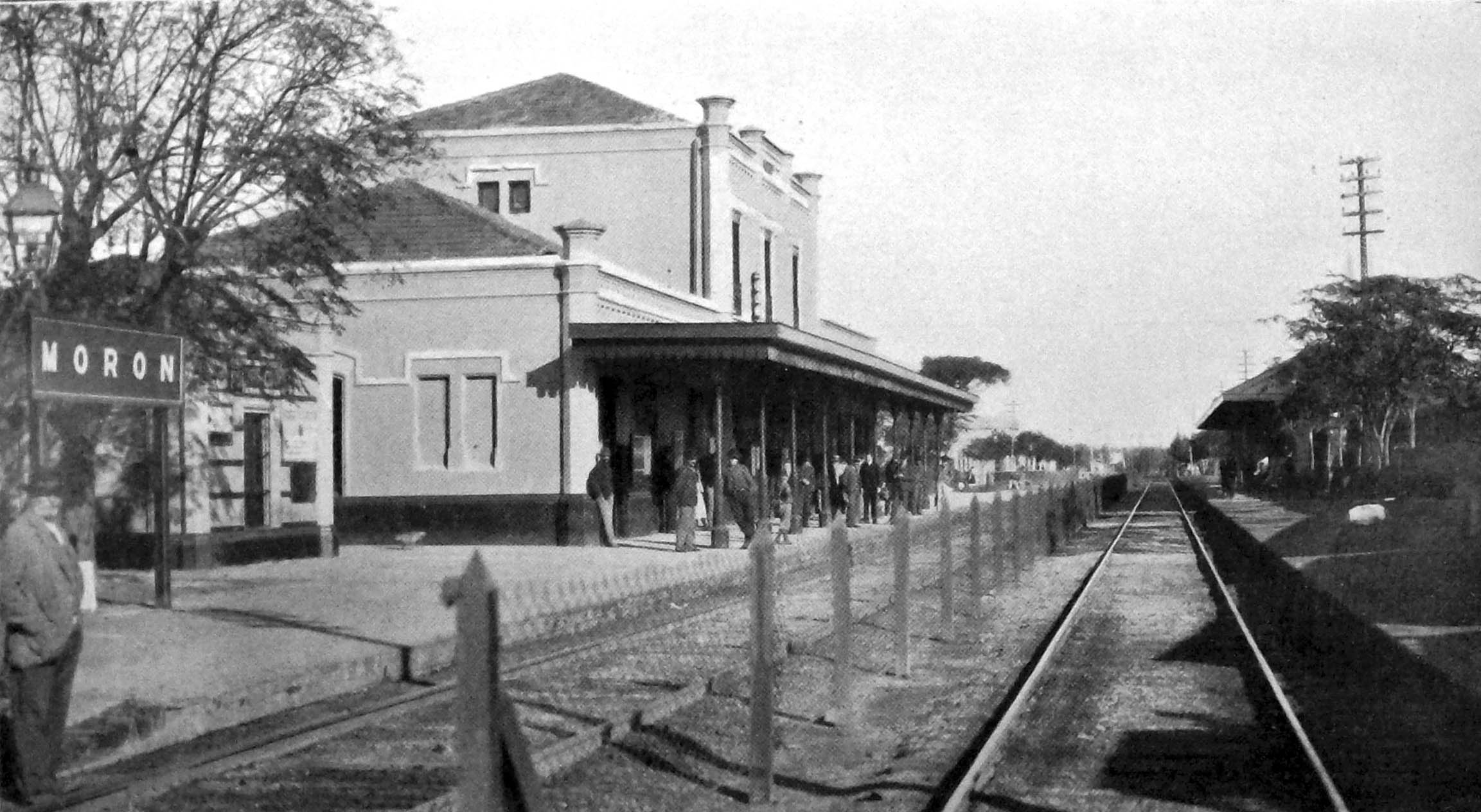
El edificio y andenes de la Estación Morón en 1910.

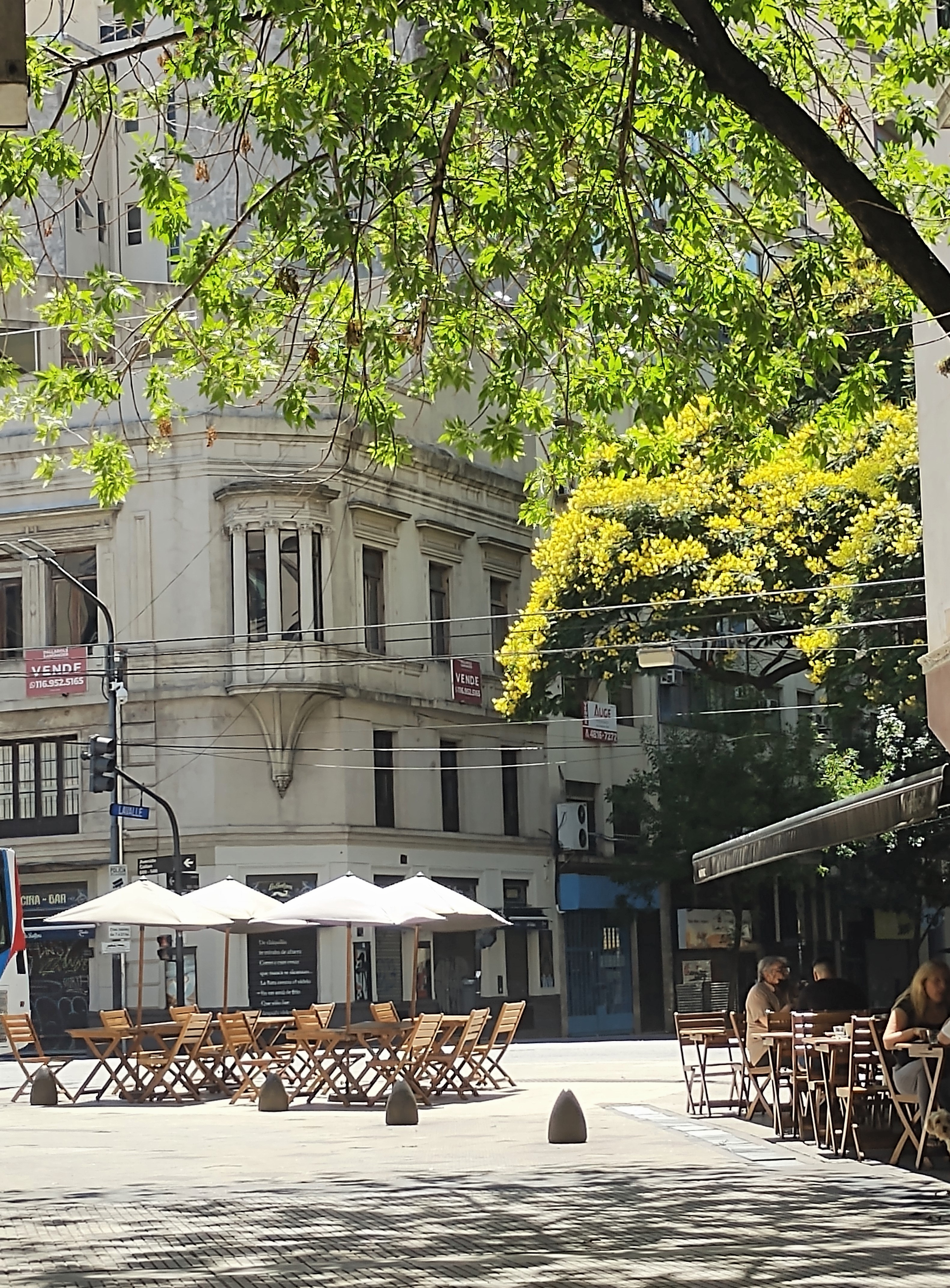
El actual pasaje Santos Discépolo era una curva por el cual el tren dejaba la calle Lavalle para internarse en Corrientes

Debido a que los intereses inmobiliarios ejercían presión al momento de determinar el lugar de la estación cabecera, las reuniones de la Sociedad Camino de Hierro del fueron secretas. Finalmente, el lugar elegido para la estación cabecera fue frente a la plaza del Parque (plaza General Lavalle desde 1878) llamada así pues desde 1822 se encontraba frente a ella el edificio del parque de Artillería. El sitio en el que se ubicaba la estación, de nombre homónimo al parque, era aproximadamente el mismo en el que actualmente se encuentra el Teatro Colón, entre las calles Cerrito (llamada anteriormente Del Cerrito), Tucumán, Libertad y Viamonte (ex Temple). La Plaza era apenas un hueco en la ciudad que precisamente gracias a la estación comenzó a urbanizarse rápidamente en sus alrededores, y a mejorar de aspecto con plantas y árboles.
En 1858 la empresa ofrecía un servicio de ómnibus a caballo para poder llegar desde las calles Defensa, Perú y Piedras (todas entre Chile y México) y desde la plaza Concepción, a la estación del Parque.
El trayecto en el primer año de servicio era de 10 km, sobre una trocha de 1,676 m (5 pies 6 pulgadas) que era la utilizada por los ferrocarriles coloniales ingleses. Para seguridad de los peatones el tren avanzaba en el inicio de su recorrido por entre dos altas verjas traídas desde Inglaterra.
La vía partía de la estación Plaza del Parque hacia el oeste, realizando previamente una curva y contracurva sobre la plaza, lo que provocaba serias quejas de los vecinos que alegaban la invasión de su entorno, para llegar a la actual esquina de Talcahuano y Lavalle (llamada en aquellos tiempos Del Parque).
Seguía derecho por esta última calle pasando por frente del Parque de Artillería (donde hoy se encuentra el Palacio de Justicia) hasta la actual avenida Callao (antes boulevard Callao). Allí describía una "S" hacia el suroeste (Curva de los Hornos de Bayo o de los Olivos, luego De los Jesuitas, Pasaje Rauch y hoy calle peatonal Enrique Santos Discépolo) que la llevaba a la actual avenida Corrientes. Dicho tramo en "S" hoy día homenajea el paso del tren con una obra de Marino Santa María en las fachadas de los edificios del lado este.
Seguía derecho por Corrientes hasta Pueyrredón (antes Centro América) donde doblaba bruscamente y continuaba hasta Juan Domingo Perón (ex Cangallo), para volver a orientarse hacia el oeste para entrar al Mercado del Oeste (actual plaza Miserere), e ingresar en la estación de madera Once de Septiembre,  que se encontraba desde Ecuador al oeste y que debía su nombre al día 11 de septiembre de 1852, día de la rebelión de la provincia de Buenos Aires contra el Gobierno Federal.
Entre Corrientes, Paso, Tucumán y Pueyrredón  funcionaron los talleres hasta 1887. Luego seguía por un trazado paralelo a la actual Bartolomé Mitre hasta la cuadra triangular formada por las actuales calles Medrano, Pelufo y Lezica, donde se encontraba el apeadero Almagro, también de madera. En la zona solo había unos caseríos dispersos y esta sencilla estación dejó de funcionar el 15 de junio de 1887.
Como en aquella época la calle Medrano era el Camino del límite, pues indicaba el fin de la ciudad de Buenos Aires, al cruzar dicha calle el tren se encontraba ya en lo que era el Partido de San José de Flores (Provincia de Buenos Aires). Unos dos kilómetros más al oeste, al llegar a la actual calle Federico García Lorca (en aquel entonces Caballito y luego Cucha Cucha) se hallaba la estación de madera y cartón Caballito (zona de lujosas casas quintas), y en las inmediaciones de la calle Caracas (en aquel entonces llamada Paz) se encontraba la estación de madera San José de Flores, que en 1862 se trasladó 250 metros al oeste a la actual calle Gral. José Gervasio Artigas (llamada en aquel entonces Sud América) debido a un problema de propiedad con los dueños de esas tierras. El pueblo de Flores era solo un templo, una plaza, casas bajas y algunos comercios.
Siguiendo al oeste, y ya a 10 km de la  estación del Parque, entre Joaquín V. González (antes Esperanza) y Bahía Blanca (primero calle sin nombre y luego De La Capilla) se encontraba la estación Floresta, de madera. Esta estación se llamó Vélez Sársfield durante un tiempo, y recién en 1862 fue sustituida por una construcción moderna.
En 1858 se prolongó 8 kilómetros hasta Ramos Mejía, en 1859 a Morón y en 1860 a Moreno, con lo cual el trayecto era ya de 39 km.

### Ferrocarril de la Provincia de Buenos Aires
La colaboración financiera del gobierno de Buenos Aires fue decisiva para la organización inicial de la empresa al aportar más de un millón de pesos, renunciando posteriormente a recibir dividendos sobre este, y sobre otros seis millones de pesos oro que aportó luego para asegurar la prolongación de la línea. El 1 de enero de 1863 se convertiría en el único propietario de la empresa al comprar las acciones de los particulares, cambiándole el nombre a "Ferrocarril de la Provincia de Buenos Aires" (FCP), y con su administración el ferrocarril alcanzaría en 1870 una longitud de 177 km Por ese entonces transportaba anualmente más de 500 000 pasajeros y 166 551 toneladas de carga, produciendo un beneficio del 9,78 % de interés sobre el capital invertido. 

Durante los 27 años en que perteneció al Gobierno de la Provincia de Buenos Aires, el Ferrocarril del Oeste fue la línea más lujosa, la menos dispendiosa en sus erogaciones burocrático-administrativas, la que ofrecía al productor fletes y pasajes más económicos. Era una empresa modelo que enorgullecía a los argentinos y en relación a la cual todas las empresas ferroviarias inglesas establecidas entre nosotros pasaban, sin excepción, a un segundo plano

En 1866 ya llegaba a Chivilcoy, a 159 km de Buenos Aires, y en 1877 a Bragado (km. 210), sin haber necesitado pedir crédito al extranjero. En 1885 poseía las siguientes líneas y ramales en explotación:
| - Principal: Del Once a 9 de Julio - Del Once a Las Catalinas - De Bermejo a Chacarita - Del Once al Riachuelo | - De Merlo a Lobos y Saladillo - De Luján a Pergamino - De Pergamino a Junín - De Pergamino a San Nicolás | - De Tolosa a La Plata - De Tolosa a Ensenada - De Ringuelet a Ferrari (actual Brandsen) - De Tolosa a Temperley, y desde allí a Cañuelas. |

En 1888 la provincia vendió una sección de la red del Ferrecarril Oeste cercana a La Plata a la Compañía del Ferrocarril de Buenos Aires, Ensenada y Costa Sud.

### La venta a capitales ingleses
Los ingleses presionaban para obtener el ferrocarril a bajo precio. Existía una muy buena razón para ello, que no tenía que ver con obtener ganancias de su explotación, si no con la expresada en 1862 por el ministro británico en Buenos Aires, Thorton, en un informe al Foreign Office. En dicho documento, al referirse a la creación del ferrocarril inglés Gran Sur de Buenos Aires, señalaba que esta empresa «... abrirá un nuevo mercado a los productos manufacturados británicos». En efecto, locomotoras, ladrillos, puentes, implementos sanitarios para las estaciones, etc. eran importados de Gran Bretaña. También grandes cantidades de un producto no manufacturado: el carbón para las locomotoras.
A los tres meses de asumir como presidente de la Nación Argentina Juárez Celman (1886-1890) se vendió a una compañía inglesa la vía troncal del Ferrocarril Andino, en 1887 el Central Norte y poco más adelante el Ferrocarril Oeste. En su mensaje presidencial de 1887 anunciaba: «Pienso vender todas las obras públicas, reproductivas, para pagar con ese oro nuestra deuda, porque estoy convencido de que el Estado es el peor de los administradores».

En 1887 el Ferrocarril Oeste es ya un condenado a muerte(...) El abultamiento innecesario de gastos, en gran parte debido al aumento desproporcionado de personal, el crecimiento de los capitales invertidos en construcción no imprescindible, la merma consiguiente de los rendimientos y el encarecimiento de las tarifas configuran un decidido propósito de sabotaje: el Ferrocarril Oeste iba a ser rápidamente desacreditado ante la opinión pública. Las tarifas son aumentadas en un 25 por ciento y aún son más bajas que las de los ferrocarriles ingleses.
Raúl Scalabrini Ortiz, en Historia de los ferrocarriles argentinos

Así, en abril de 1890, lo que todavía pertenecía al Ferrocarril Oeste de Buenos Aires (1014 km de longitud de su red de explotación) después de la mencionada venta de sus entornos a La Plata, es vendido a partir de una propuesta del gobernador de Buenos Aires, Máximo Paz, a la compañía The Buenos Aires Western Railway Limited, dueña a su vez de ramales del Ferrocarril del Sud y el Central Argentino, por la suma de 8 134 920 libras, equivalente a 41 millones de pesos oro sellado. Pasaba así a llamarse New Western Railway of Buenos Aires.
El gobernador argumentaba que: millones de pesos oro «vendrían del extranjero a aumentar la riqueza pública», para ser «invertidos en canales de desagüe y de irrigación, en caminos generales y municipales y en obras de salubridad y pavimentación». Según Scalabrini Ortiz: «Demás está decir que jamás se emplearon con tales fines los pocos fondos logrados por la venta del Oeste». Para el historiador William Rögind la venta del ferrocarril fue impuesta por los «despilfarros de la administración provincial», en aquel entonces a cargo del gobernador Julio Costa. El historiador H. S. Ferns señaló que «el producto de la venta no pudo salvar la situación financiera de la provincia».
Mientras pertenece a los capitales británicos amplía su traza en el centro de la provincia de Buenos Aires y La Pampa, llegando hasta el sur de la provincia de Mendoza.
El gobierno de Juan Domingo Perón con la firma de Miguel Miranda y del representante de las compañías ferroviarias de capital británico, John Montague Eddy, el 13 de febrero de 1947 firmó el acta de compra (Convenio Miranda-Eddy) de los ferrocarriles de propiedad británica, entre ellos el Ferrocarril Oeste de Buenos Aires. La empresa era dueña además de la mitad del Ferrocarril Midland de Buenos Aires y recibió por todos sus activos 17 510 044 libras esterlinas, de las cuales 16 570 747 correspondieron al Ferrocarril Oeste de Buenos Aires propiamente dicho. Por decreto nacional n.º 5789/48 de 28 de febrero de 1948 se dispuso que el 1 de marzo de 1948 el Gobierno argentino tomara formal posesión de los ferrocarriles británicos.
En 1947, dentro del proceso de estatización de los ferrocarriles llevado a cabo por el presidente Juan Domingo Perón, la empresa pasó a la órbita del estado nacional, y el ramal recibió el nombre de Ferrocarril Domingo Faustino Sarmiento.

### Demolición de la estación Del Parque
Ya en 1873 se consideraba la conveniencia de levantar las vías desde la terminal Plaza del Parque hasta la estación Once de Septiembre debido a que la gran urbanización surgida en ese trayecto hacía peligroso el paso del tren. Un decreto de la municipalidad de abril de 1878 decidía el traslado de la terminal a la Once de Septiembre, pero la empresa fue demorando el pedido, a pesar de existir también el reclamo de los vecinos, hasta que el 1 de enero de 1883 hizo caso al pedido.
En junio de 1884 se instalaron en el edificio de la  estación del Parque las oficinas del Estado Mayor General del Ejército. El 13 de septiembre de 1886 el Concejo Deliberante autorizó al Intendente para demoler el edificio y construir allí el nuevo Teatro Colón, obra que se comenzó en abril de 1890, y es el edificio que se mantiene hasta el día de hoy. A su vez, en ese mismo año, se construyó el edificio que suplantó a la construcción de madera de la estación Once de Septiembre.

## El tren de la muerte
En 1871, durante la epidemia de fiebre amarilla en la ciudad de Buenos Aires, se incorporó un tramo de ferrocarril para funcionar como receptora de ataúdes. Dicho tramo partía desde la estación Bermejo, situada en la esquina sudoeste de la calle homónima (hoy Jean Jaurés) y la avenida Corrientes; y llegaba donde hoy se encuentra el parque Los Andes, donde había un cementerio que luego se trasladó al actual de la Chacarita. Se lo conocía como el tren de la muerte y además del depósito de cadáveres de Bermejo, tenía otros dos situados en las esquinas sudoestes de Corrientes y Medrano; y Corrientes y Scalabrini Ortiz (entonces llamada Camino Ministro Inglés), ángulo sudeste. La locomotora usada fue La Porteña, que arrastraba vagones con cuerpos apilados y un último vagón de pasajeros donde iban los familiares de los muertos. Hacía dos viajes diarios a Chacarita, solo de ida.
John Allan, el mencionado primer conductor de la locomotora La Porteña condujo este lúgubre tren y falleció al tercer día, víctima de la epidemia, a los 36 años.

## Anécdotas
- Una vez un cuarteador desafió a la locomotora del tren a una cinchada con su caballo, campeón en ese juego. Al realizarse pareció en un principio que la ganaba el caballo, pero en realidad se trataba de una travesura de los maquinistas que habían colocado adrede la marcha atrás para hacerle creer la victoria, para inmediatamente invertir el sentido y ganar provocando además el corte violento de la cuerda.
- «... no faltaron curiosos episodios como el del muchacho que por apuesta se tendió sobre la vía, pasando el tren sobre él, y el cacique Yanquetruz, que al subir buscaba dónde escondían el caballo comecarbón y respirallamas...»
(Pastor Servando Obligado en Tradiciones de Buenos Aires.)
- «... Por la noche fue un carruaje que conducía a una familia el que corrió igual peligro. Entró por la esquina de Paraná y a la mitad de cuadra fue sorprendido por el tren que sale del  Parque a las 9.25 p.m. No había escape posible si el carruaje no conseguía subirse sobre la vereda de la izquierda. El cochero no se asustó y mediante unos buenos latigazos logró hacer realizar a sus jamelgos la expresada hazaña. Ya era tiempo. El tren pasó rozando las ruedas del carruaje. Puede imaginarse el lector el desagradable momento que pasó la familia que dentro del carruaje se encontraba. Para impedir la repetición de estos percances y otros peores debe recomendarse a los guardavías en esa calle que impidan la entrada de toda clase de vehículos cinco minutos antes de que ella deba ser recorrida por los trenes».
(Diario La Nación, 16 de agosto de 1882).
- Para el buen funcionamiento de las locomotoras a vapor era necesario contar con agua sin impurezas. En 1856, ante una propuesta de Eduardo Madero, el Ferrocarril Oeste decide aumentar el calibre del caño que transportaba agua desde donde estaban los filtros, en la Recoleta, hasta la Estación del Parque, para de esa manera también proveer de agua a los vecinos de la zona. Este emprendimiento privado se convirtió en el primer servicio de agua pura con que contó la ciudad, que hasta ese entonces solo contaba con la de lluvia o la traída por los aguateros.[17]

## Citas
(Para mayor detalle sobre los libros citados leer la sección "Fuentes consultadas")
1. 1 2 3  Adrián Pignatelli (30 de agosto de 2022). «La Porteña: un accidente de tren silenciado, el temor de los vecinos y la aventura de llegar a Floresta en media hora». infobae. Consultado el 18 de octubre de 2022.
2. 1 2 3 4 5  Balmaceda, Daniel (2008). «Viaje en tren». Historias insólitas de la historia argentina. Grupo Norma. pp. 30-33. ISBN 9789875454842.
3. ↑  Scalabrini Ortiz, Raúl (2009). Historia de los ferrocarriles argentinos : con un apéndice de la ley Mitre. Lancelot. ISBN 987-22621-8-7. OCLC 156909989.
4. ↑  Scalabrini Ortiz, Raúl: Historia de los ferrocarriles argentinos, ed. Lancelot, pág 35.
5. ↑  Luqui Lagleyze, Julio A. Buenos Aires, sencilla historia, pág 159.
6. ↑  Burton, Richard Francis, Sir, 1821-1890 (1870). Letters from the battle-fields of Paraguay. London: Tinsley Brothers. p. 460.
7. ↑  Burton, Richard Francis, Sir, 1821-1890 (1870). Paraguayan War, 1865-1870; Paraguay - Description and travel. Londres: London : Tinsley Brothers. p. 460.
8. ↑  Warren, Harris Gaylord (1978). Paraguay and the Triple Alliance : the postwar decade, 1869-1878. Austin, Texas: Institute of Latin American Studies, University of Texas at Austin. p. 376.
9. ↑  O Alonso Corazzi. El nombre Alfonso Covassi es el utilizado por la revista Caras y Caretas cuando recuerda al personaje en su número del 6 de julio de 1901.
10. ↑  «La Porteña: nuestra primera locomotora a vapor». eternabuenosaires.com. Archivado desde el original el 28 de mayo de 2019. Consultado el 28 de mayo de 2019.
11. ↑  Citado en Crónica Argentina.
12. 1 2  citado en Buenos Aires nos cuenta, n.º 19, pág 51.
13. ↑  Raúl Scalabrini Ortiz, Historia de los ferrocarriles argentinos, ed. Lancelot, pág. 32.
14. ↑  citado en Crónica Argentina, tomo IV, pág. 219.
15. ↑  López, Mario Justo. Ganancias y pérdidas de los inversores británicos en la venta de los ferrocarriles al Estado argentino en 1947-1948
16. ↑  Decreto nacional n.  5789/48 en el Boletín Oficial
17. ↑  Luqui Lagleyze, Julio A. Buenos Aires, sencilla historia